# Julien Clément
Julien Clément (Bern, 28 mei 1981) is een Zwitserse golfprofessional.
Zijn beste resultaat behaalde hij in 2008, toen hij op de derde plaats eindigde op het Zwitserse Open, onderdeel van de Europese PGA Tour. Hij speelde vanaf 2010 op de Challenge Tour. Sinds 2006 was zijn coach was Gavin Healey.

## Amateur
Als 10-jarige sloeg hij zijn eerste golfballen op de Golf Club de Divonne. Later werd hij lid op Maison Blanche, waar hij op 15-jarige leeftijd al scratch speelde en in het Zwitserse nationale team werd gevraagd. In die periode zakt zijn handicap naar +4.

#### Successen
- 1997: winnaar nationale Order of Merit Boys
- 1998: 19de op het Wereldkampioenschap Jeugd in Japan
- 1999: winnaar nationale Order of Merit Boys
- 2000: winnaar NK Jeugd
- 2001: winnaar Kampioenschap Romaans Zwitserland

#### Teams
- St Andrews Trophy: 2002 in Lausanne
- Eisenhower Trophy in Maleisië

## Professional
In 2002 ging hij met Raphaël de Sousa naar de Tourschool. In de eerste stage werd hij 5de, in de tweede stage 7de. Hij speelde de finale rondes en haalde zijn spelerskaart voor 2003, waarna hij professional werd. Hij is de eerste Zwitserse pro op de Tour sinds Paolo Quirici.  
- 2008: 3de op het Omega European Masters in Crans met een score van -12.